# Eltanin
Eltanin (Gamma del Dragó / γ Draconis) és l'estel de major lluentor en la constel·lació del Dragó. Situada en el cap del mateix, té magnitud aparent +2,24.
És l'estel brillant més proper al «punt d'hivern» del colur solsticial, meridià de l'esfera celeste que passa pels pols i els solsticis d'hivern i estiu.

## Nom i història
El nom d'Eltanin prové de l'àrab Al Rās al Tinnīn, el significat de la qual és «serp», en al·lusió al conjunt de la constel·lació.
En l'antiguitat, Eltaninva gaudir d'importància a la vall del Nil, quan va deixar de ser circumpolar aproximadament en el 5000 a. C.
Uns segles després va passar a ser la successora natural de Dubhe (α Ursae Majoris), fins llavors l'objecte prominent d'adoració en els temples del Baix Egipte.
γ Draconis era allí coneguda com a Isis o Taurt Isis i assenyalava el cap de l'Hipopòtam que formava part de l'actual Draco.
El seu ortuso era visible ~ 3500 a. C. en els corredors centrals dels temples de Hathor a Dendera i de Mut a Tebas, mentre que Canopo (α Carinae) era observada en la mateixa època en les obertures orientades cap al sud.
Ja en l'època moderna, γ Draconis ha estat anomenada Estel del Zenit —en anglès Zenith Star— en virtut a la seva proximitat al zenit quan era observada des de la latitud del Real Observatori de Greenwich.

## Característiques físiques
Eltanin és una gegant taronja de tipus espectral K5III amb una temperatura superficial de 3966 K.
Actualment està a 148 anys llum del Sistema Solar, però s'acosta cap a nosaltres de manera que, dins de 1,5 milions d'anys, es trobarà a tan sols 28 anys llum; llavors serà, al costat de Sírius, l'estel més brillant del cel nocturn. El seu radi és 50 vegades més gran que el radi solar i la seva lluminositat és 600 vegades major que la del Sol.
Té una metal·licitat inferior a la solar, aproximadament 3/4 parts de la mateixa.
L'any 1728, mentre intentava mesurar la paral·laxi d'aquest estel, James Bradley va descobrir l'aberració de la llum causada per la velocitat del moviment de la Terra amb relació a la velocitat de la llum provinent de l'estel. Aquest descobriment va provar la teoria de Copèrnic que la Terra girava al voltant del Sol.